# Scatopsciara teres
Scatopsciara teres är en tvåvingeart som först beskrevs av Johannes Winnertz 1867.  Scatopsciara teres ingår i släktet Scatopsciara och familjen sorgmyggor.
Artens utbredningsområde är Tyskland. Inga underarter finns listade i Catalogue of Life.